# Scottish Division A 1947-1948
La Scottish Division A 1947-1948  è stata la 51ª edizione della massima serie del campionato scozzese di calcio, disputato tra il 13 agosto 1947 e il 3 maggio 1948 e concluso con la vittoria dell'Hibernian, al suo secondo titolo.
Capocannoniere del torneo è stato Archie Aikman (Falkirk) con 20 reti.

## Classifica finale
Fonte:
|  | Pos. | Squadra            | Pt | G  | V  | N  | P  | GF | GS | QR    |
|  | ---- | ------------------ | -- | -- | -- | -- | -- | -- | -- | ----- |
|  | 1.   | Hibernian          | 48 | 30 | 22 | 4  | 4  | 86 | 27 | 3,185 |
|  | 2.   | Rangers            | 46 | 30 | 21 | 4  | 5  | 64 | 28 | 2,286 |
|  | 3.   | Partick Thistle    | 36 | 30 | 16 | 4  | 10 | 61 | 42 | 1,452 |
|  | 4.   | Dundee             | 33 | 30 | 15 | 3  | 12 | 67 | 51 | 1,314 |
|  | 5.   | St. Mirren         | 31 | 30 | 13 | 5  | 12 | 54 | 58 | 0,931 |
|  | 6.   | Clyde              | 31 | 30 | 12 | 7  | 11 | 52 | 57 | 0,912 |
|  | 7.   | Falkirk            | 30 | 30 | 10 | 10 | 10 | 55 | 48 | 1,146 |
|  | 8.   | Motherwell         | 29 | 30 | 13 | 3  | 14 | 45 | 47 | 0,957 |
|  | 9.   | Hearts             | 28 | 30 | 10 | 8  | 12 | 37 | 42 | 0,881 |
|  | 10.  | Aberdeen           | 27 | 30 | 10 | 7  | 13 | 45 | 45 | 1,000 |
|  | 11.  | Third Lanark       | 26 | 30 | 10 | 6  | 14 | 56 | 73 | 0,767 |
|  | 12.  | Celtic             | 25 | 30 | 10 | 5  | 15 | 41 | 56 | 0,732 |
|  | 13.  | Queen of the South | 25 | 30 | 10 | 5  | 15 | 49 | 74 | 0,662 |
|  | 14.  | Morton             | 24 | 30 | 9  | 6  | 15 | 47 | 43 | 1,093 |
|  | 15.  | Airdrieonians      | 21 | 30 | 7  | 7  | 16 | 40 | 78 | 0,513 |
|  | 16.  | Queen's Park       | 20 | 30 | 9  | 2  | 19 | 45 | 75 | 0,600 |

Legenda:
      Campione di Scozia.
      Retrocesso in Scottish Division B 1948-1949.
Regolamento:
Due punti a vittoria, uno a pareggio, zero a sconfitta.
A parità di punti, le posizioni in classifica venivano determinate sulla base del quoziente reti.